# Kloster Sankt Maria Porten
Das Kloster Sankt Maria Porten ist ein Kloster der Terziarinnen der Franziskaner-Observanten im Ortsteil Hochaltingen der Gemeinde Fremdingen in Bayern in der Diözese Augsburg.

## Geschichte
Das St. Maria Porten geweihte Terziarinnenkloster wurde 1591 durch Barbara von Bernhausen auf Schloss Hochaltingen gegründet; es wurde 1807 im Zuge der Säkularisation aufgelöst, das Kloster hatte aber nur unbedeutenden Besitz. 1862 wurden durch eine Stiftung der Fürstin Georgine von Öttingen-Spielberg und der Fürstin-Mutter Amalie zwei Terziarinnen aus dem damaligen Mutterhaus in Pirmasens in das Spital im Schloss Hochaltingen eingeführt und ihnen die Verwaltung übergeben. 1899 erwarben die Dillinger Franziskanerinnen das ganze Schloss Hochaltingen für umgerechnet rund 36.000 € und errichteten ein neues Kloster.